# Бенфика-ду-Рибатежу
Бенфика-ду-Рибатежу (порт. Benfica do Ribatejo)  —  район (фрегезия) в Португалии,  входит в округ Сантарен. Является составной частью муниципалитета  Алмейрин. По старому административному делению входил в провинцию Рибатежу. Входит в экономико-статистический  субрегион Лезирия-ду-Тежу, который входит в Алентежу. Население составляет 3117 человек на 2001 год. Занимает площадь 29,16 км².